# Ol'ga Karasëva
Ol'ga Dmitrievna Karasëva, nata Charlova (in russo Ольга Дмитриевна Харлова-Карасёва?; 24 luglio 1949), è un'ex ginnasta kirghisa, fino al 1991 sovietica.

## Palmarès

### Olimpiadi
- 1 medaglia:
  - 1 oro (Città del Messico 1968 a squadre)

### Mondiali
- 3 medaglie:
  - 1 oro (Lubiana 1970 a squadre)
  - 2 argenti (Lubiana 1970 nel corpo libero; Dortmund 1966 a squadre)

### Europei
- 5 medaglie:
  - 1 oro (Landskrona 1969 nel corpo libero)
  - 3 argenti (Landskrona 1969 nell'all-around; Landskrona 1969 nelle parallele asimmetriche; Landskrona 1969 nella trave)
  - 1 bronzo (Landskrona 1969 nel volteggio)